# Jim Taylor (football)
Pour les articles homonymes, voir Jim Taylor et Taylor.
Jim Taylor, né le 5 novembre 1917 à Hillingdon en Londres (Angleterre) et mort le 6 mars 2001 à Reading, est un footballeur anglais, qui évoluait au poste de milieu de terrain à Fulham et en équipe d'Angleterre.
Taylor n'a marqué aucun but lors de ses deux sélections avec l'équipe d'Angleterre en 1951.

## Carrière de joueur
- 1946-1953 : Fulham
- 1953-1954 : Queens Park Rangers

## Palmarès

### En équipe nationale
- 2 sélections et 0 but avec l'équipe d'Angleterre en 1951.

### Avec Fulham
- Vainqueur du Championnat d'Angleterre de football D2 en 1949.